# HD 49949
HD 49949，又名BD+45 1359，SAO 41406、HR 2532，是一颗恒星，视星等为6.26，位于銀經171.53，銀緯19.04，其B1900.0坐标为赤經6h 45m 50.1s，赤緯+44° 19.04′ 39″。